# IC 651
IC 651 је спирална галаксија у сазвјежђу Секстант која се налази на листи објеката дубоког неба у Индекс каталогу.
Деклинација објекта је - 2° 9' 1" а ректасцензија 10h 50m 58,2s. Привидна величина (магнитуда) објекта IC 651 износи 12,1 а фотографска магнитуда 12,7. IC 651 је још познат и под ознакама UGC 5956, MCG 0-28-20, CGCG 10-35, IRAS 10484-0153, KARA 444, ARAK 258, PGC 32517.